# Somatochlora arctica
Somatochlora arctica là loài chuồn chuồn trong họ Corduliidae. Loài này được Zetterstedt mô tả khoa học đầu tiên năm 1840.

## Hình ảnh

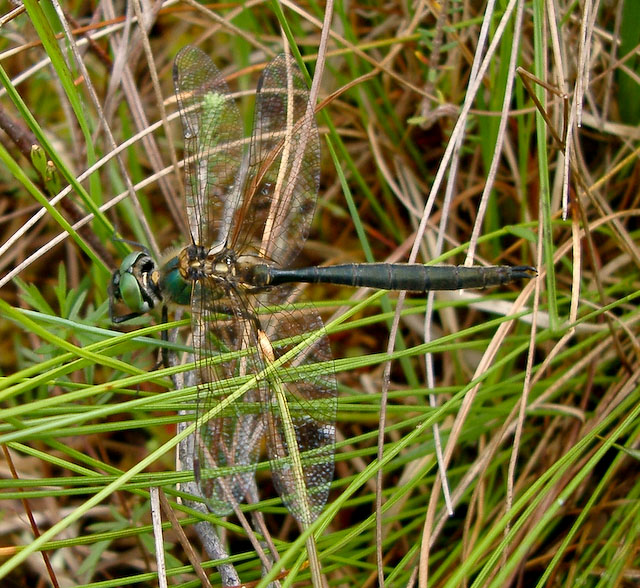
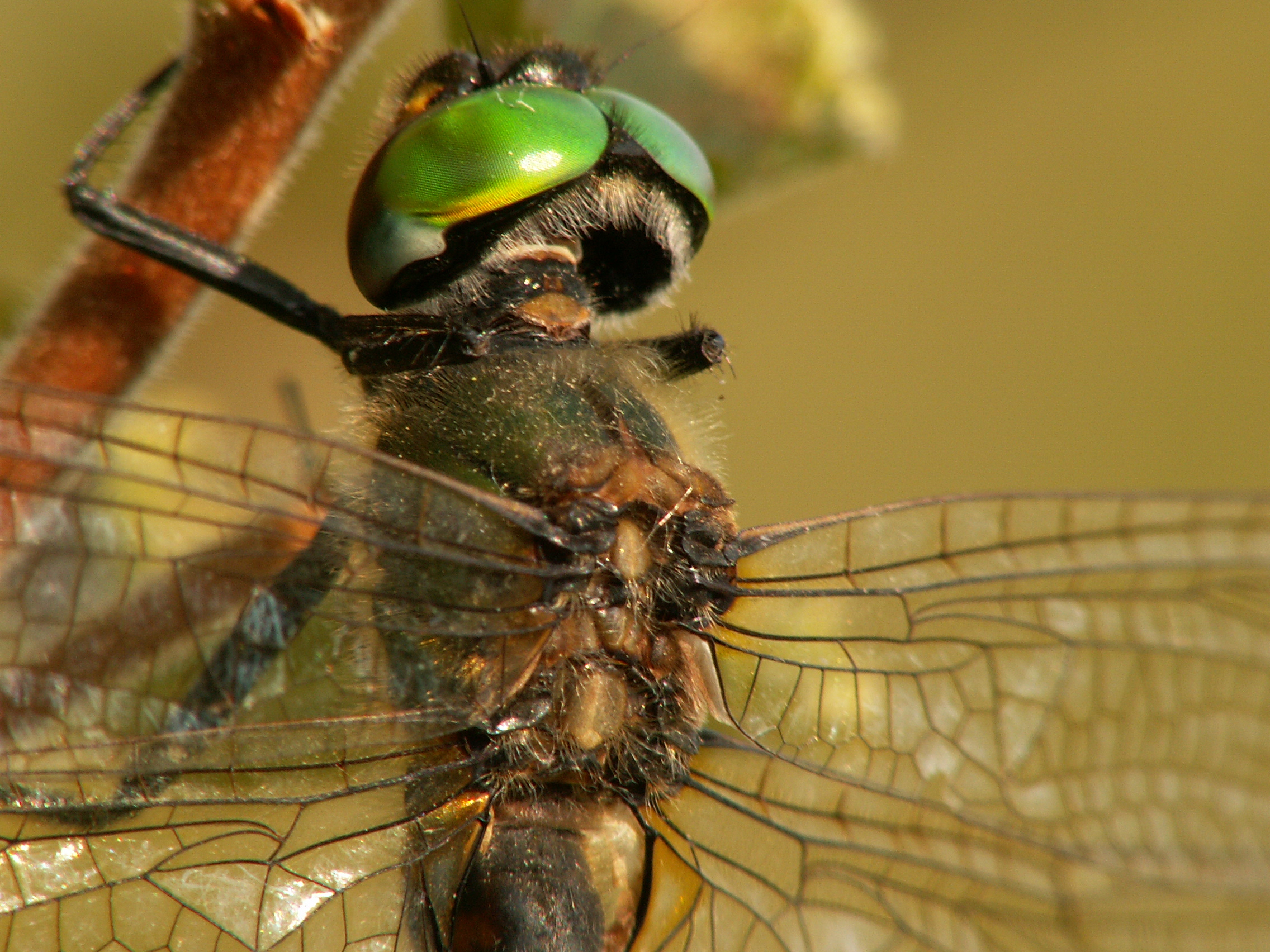